# Стівен Квінн
Стівен Квінн (англ. Stephen Quinn, нар. 1 квітня 1986, Клондалін) — ірландський футболіст, півзахисник клубу «Редінг».
Виступав, зокрема, за «Шеффілд Юнайтед» та «Галл Сіті», а також національну збірну Ірландії.

## Клубна кар'єра
Народився 1 квітня 1986 року в місті Клондалін. Вихованець клубу «Сент-Патрікс Атлетик». Першу і єдину гру за команду в першості Ірландії провів у квітні 2004 року, коли його команда програла 1:2 клубу «Шемрок Роверс». 

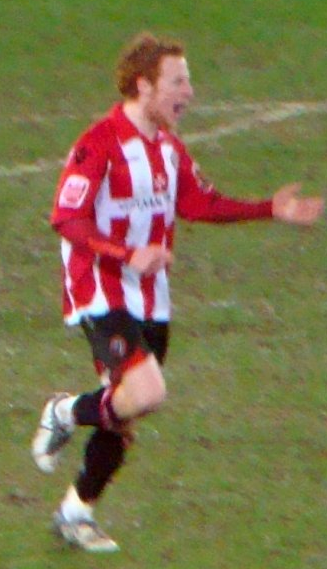
Стівен Квінн під час виступів за «Шеффілд Юнайтед». 24 березня 2010 року.

У 2005 році перейшов в «Шеффілд Юнайтед», дебют у складі шеффілдського клубу відбувся 20 вересня 2005 року в матчі проти «Шрусбері Таун». Оскільки закріпитися в складі «клинків» Квінн не зумів, частину сезону 2005/06 він провів у клубах «Мілтон Кінс Донс»та «Ротерем Юнайтед», причому завдяки його грі «Ротергем» врятувався від вильоту в більш нижчу лігу.
Після повернення в Шеффілд, Квінн дебютував за команду у Прем'єр-лізі в матчі проти «Чарльтон Атлетік» і вже в перші 40 секунд після свого виходу створив гольовий момент. Перший гол забив у другій грі проти «Астон Вілли» в рамках Кубка Англії. За підсумками сезону клуб зайняв 18 місце і вилетів у Чемпіоншип, проте Стівен продовжив виступи за клуб і загалом відіграв за команду з Шеффілда шість сезонів своєї ігрової кар'єри, в тому числі і сезон 2011/12, який «клинки» провели у третьому за рівнем дивізіоні країни. Більшість часу, проведеного у складі «Шеффілд Юнайтед», був основним гравцем команди, зігравши у 206 матчах чемпіонату. 
У серпні 2012 року перейшов в  «Галл Сіті» з Чемпіоншіпа, з яким в першому ж сезоні зайняв друге місце і вийшов в еліту, де провів ще два сезони, поки за підсумками сезону 2014/15 «тигри» не зайняли 18 місце і не вилетіли назад у Чемпіоншіп.
Після цього у червні 2015 року на правах вільного агента Квінн підписав 3-х річний контракт з «Редінгом». Відтоді встиг відіграти за клуб з Редінга 27 матчів в національному чемпіонаті.

## Виступи за збірні
Протягом 2006—2007 років залучався до складу молодіжної збірної Ірландії. На молодіжному рівні зіграв у 9 офіційних матчах, забив 1 гол.
2 червня 2013 року дебютував в офіційних матчах у складі національної збірної Ірландії у зустрічі проти збірної Грузії (4:0). 
У складі збірної був учасником чемпіонату Європи 2016 року у Франції, на якому зіграв лише у одному матчі проти італійців (1:0).
Наразі провів у формі головної команди країни 16 матчів.

## Особисте життя
Стівен Квінн є молодшим братом колишнього футболіста «Іпсвіч Таун», «Шеффілд Юнайтед» та збірної Ірландії півзахисника Алана Квінна і старший брат колишнього футболіста «Шеффілд Юнайтед» Кейта Квінна (англ. Keith Quinn).